# 日産プリンス和歌山販売
日産プリンス和歌山販売株式会社は、和歌山県和歌山市に本社を置く、日産自動車のディーラー。
地場資本系のディーラーである。

## 沿革
- 1953年 - 和歌山プリンス自動車創業
- 1960年2月1日 - 和歌山プリンス自動車株式会社に変更。
- 1966年 - 日産プリンス和歌山販売株式会社に法人名称を変更
- 2000年 - 丸紅が経営していた「日産サティオ和歌山」[2]の営業権を引き継ぐ
- 2012年6月 - 建設機械リース・レンタル会社であるキナンが全株式を取得し、子会社化する。
- 2013年 - 地元の販売会社「田辺純正自動車」を吸収合併する。
- 2021年 - 新潟県の日産ディーラー「日産サティオ新潟西」「日産プリンス新潟販売」の共同持株会社「NPSホールディングス株式会社」が全株式を取得し子会社化する。
- 2022年10月1日 - プリンス和歌山とNPSホールディングスが合併する。継承会社はプリンス和歌山となる[3]。
- 2025年 - 改めて、新規持株会社「SHIN-ONホールディングス株式会社」を設立。サティオ新潟西・プリンス新潟・プリンス和歌山の3社で再度一体化する。

## 事業所
- 和歌浦支店 - 和歌山市和歌浦東3丁目5番54号
- 松島支店 - 和歌山市加納205-1
- 狐島店 - 和歌山市狐島532番地
- 岩出店 - 岩出市溝川208番地の2
- 橋本店 - 橋本市市脇4丁目81-1
- 有田支店 - 有田郡湯浅町吉川字東谷64-1
- 御坊店 - 御坊市野口591-1
- 田辺支店 - 田辺市上の山1丁目8番16号
- 田辺南店 - 西牟婁郡上富田町生馬815-8
- 新宮店 - 新宮市磐盾3番4号
- 和歌浦マイカーセンター - 和歌山市和歌浦東3丁目5番54号